# 27088 Valmez
27088 Valmez (1998 UC15) là một tiểu hành tinh vành đai chính được phát hiện ngày 22 tháng 10 năm 1998 bởi P. Pravec ở Đài thiên văn Ondřejov.